# Carl Aarsleff

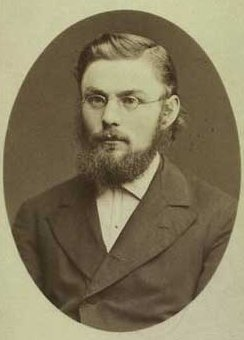
Fotografie Carl Aarsleffs von N. E. Sinding

Carl Vilhelm Oluf Peter Aarsleff (* 14. August 1852 in Nyborg; † 4. Januar 1918 in Kopenhagen) war ein dänischer Bildhauer.

## Leben
Carl Aarsleff war ein Sohn von Niels Theodor Aarsleff (1826–1908), bei dem er Drechseln lernte, und der Arnoldine Marie Sophie Jensen (1829–1875). Er begab sich zu Anfang der 1870er Jahre nach Kopenhagen, bildete sich am dortigen Technischen Institut aus und besuchte von 1872 bis 1876 die dortige Königlich Dänische Kunstakademie unter Jens Adolf Jerichau. Gleichzeitig war er 1872/73 als Bildschnitzer bei V. Fieldskov tätig. Ferner arbeitete er als Modelleur für die Terrakottafabrik Wendrich sowie als Marmorbildhauer im Atelier von Theobald Stein. Auch führte er dekorative Arbeiten für das Schloss Frederiksborg durch. 1879 gewann er die kleine Goldmedaille der Kunstakademie für eine von ihm gefertigte Statue, die den sich auf die Abreise vorbereitenden Telemachos zeigt, im folgenden Jahr auch die große Goldmedaille der Kunstakademie für die Reliefdarstellung Dolon wird von Diomedes und Odysseus eingeholt.
Aarsleff erhielt von der Kunstakademie ein Stipendium für eine Auslandsreise, um dort weitere Studien zu treiben. Dabei hielt er sich von 1881 bis 1883 in Paris, Italien und Griechenland auf und schuf u. a. 1885 die Statue Der verlorene Sohn. Auf einer weiteren Reise, die er mittels eines Ancker-Stipendiums unternahm, kam er 1886 über München nach Rom und Florenz. 1889 besuchte er erneut Paris sowie 1891 Rom und Florenz. Am 4. Oktober 1893 heiratete er in Kopenhagen Ingeborg Andrea Rump (1859–1897). Die Winter 1893/94 und 1894/95 brachte er wieder in Italien zu.
1890 wurde Aarsleff Mitglied der Königlich Dänischen Kunstakademie und war dann von 1890 bis 1899 einer von deren Räten. Ab 1901 lehrte er als Professor für Bildhauerei an der Kunstakademie, leitete deren Schulrat ab 1906 und fungierte schließlich von 1914 bis 1917 als deren Direktor. Von 1899 bis 1901 saß er auch im Ausstellungskomitee des Schlosses Charlottenborg.
Aarsleff schuf u. a. Statuen, Reliefdarstellungen und Statuetten, die den Einfluss seines Lehrers Jerichau verraten. Er war auch von Bertel Thorvaldsen beeinflusst, zeigte jedoch einen größeren Hang zu naturalistischen Lösungen unter Benutzung antikisierender Elemente. Ferner führte er dekorative Arbeiten für einige große architektonische Projekte aus. Für die Ny Carlsberg Glyptotek fertigte er 1887 das Werk Die gefundenen Eroten an, gestaltete auch zwei Reliefs für die Fassade dieser Glyptothek. Im Kopenhagener Statens Museum for Kunst finden sich von Aarsleff hergestellte Statuen, so Abel (1893), David (1896) und Ein junger Florentiner (1899), ferner die feine Statuette Ein Jüngling (1889). Außerdem entwarf der Künstler zwei Reliefs der Fassade des Kunstmuseums, nämlich eine lichtbringende Eos und einen Daidalos. Die Sammlung Hirschsprung beherbergt die von Aarsleff 1895 vollendete Bronzestatuette Ein kleiner Kentaur, der mit seinem Schwanz spielt. Für die Kirche Saxogade schuf Aarsleff das Altarkreuz sowie für die Hauptfassade des Kopenhagener Rathauses sechs Wächter. Von 1900 bis 1912 restaurierte er außerdem den Sarkophag der Königin Margarethe I. im Dom zu Roskilde. 77 seiner Originalarbeiten wurden nach seinem Anfang 1918 im Alter von 65 Jahren erfolgten Tod dem Nyborg Museum gestiftet.